# Eneagramska antiprizma (9/4)
| Eneagramska antiprizma (9/4) | Eneagramska antiprizma (9/4) |
| ---------------------------- | ---------------------------- |
|                              |                              |
| Vrsta                        | uniformni polieder           |
| Stranske ploskve             | 2 eneagrama 16 trikotnikov   |
| Robovi                       | 36                           |
| Oglišča                      | 18                           |
| Konfiguracija oglišča        | 9/4.3.3.3                    |
| Wythoffov simbol             | \| 2 2 9/4                   |
| Simetrija                    | D9h, [2,9], (*299, red 36    |
| Dualni polieder              | eneagramski deltaeder        |
| Lastnosti                    | nekonveksna                  |
| Slika oglišč                 |                              |

Eneagramska antiprizma (9/4)  je v geometriji je ena v neskončni množici nekonveksnih antiprizem, ki jih sestavljajo trikotne stranske ploskve in dva pokrova, ki sta v tem primeru heptagrama {9/4}. 